# Хроника Великой Отечественной войны (декабрь 1944 года)

## 1 декабря1944 года. 1259-й день войны
Апатин-Капошварская операция. Войска 3-го Украинского фронта Ф. И. Толбухина с захваченного плацдарма начали наступление в районе между озером Балатон и Дунаем (см. карту — Будапештская операция (107КБ))..
Будапештская операция. Кораблями Дунайской флотилии высажен Герьенский десант в поддержку наступления войск 4-й гвардейской армии.
Совинформбюро. В течение 1 декабря на территории ЧЕХОСЛОВАКИИ наши войска форсировали реку ОНДАВА и с боями овладели на западном берегу реки городом и узловой железнодорожной станцией ТРЕБИШОВ…
В ВЕНГРИИ северо-восточнее и севернее города ПЕЧ наши войска, продолжая наступление, с боями заняли более 60 населённых пунктов…

## 2 декабря1944 года. 1260-й день войны
Апатин-Капошварская операция. Войска 3-го Украинского фронта освободили город Капошвар.
Венгрия. 2 декабря образован Венгерский национальный фронт независимости. Венгерский национальный фронт независимости добивался полного изгнания оккупантов и установления новых общественных порядков.
Совинформбюро. В течение 2 декабря на территории ЧЕХОСЛОВАКИИ наши войска, продолжая бои по расширению плацдарма на западном берегу реки ОНДАВА, заняли населённые пункты САЧУРОВ, ПОЛЯНКА, ПАРХОВЬЯНИ…
Войска 3-го УКРАИНСКОГО фронта, развивая наступление, в течение двух дней овладели окружными и районными центрами Венгрии городами СЕКСАРД, КАПОШВАР, ПАКШ, БОНЬХАД, ДОМБОВАР — крупными узлами коммуникаций и важными опорными пунктами обороны противника…

## 3 декабря1944 года 1261-й день войны
Ставка Верховного Главнокомандования. 3 декабря командующему 3-м Белорусским фронтом направлена Директива Ставки ВГК о подготовке и проведении наступательной операции с целью разгрома тильзитско-инстербургской группировки противника.
Будапештская операция. 3 декабря войска 2-го Украинского фронта Р. Я. Малиновского освободили город Мишкольц.
Греция. Решение правительства Папандреу разоружить отряды Греческой Народно-освободительной армии вызвало 3 декабря в Афинах демонстрацию протеста. Полиция и английские войска открыли огонь по демонстрантам, а на следующий день начали наступательные действия против находившихся в Афинах отрядов Греческой Народно-освободительной армии. Завязались кровопролитные бои.
Совинформбюро. Войска 4-го УКРАИНСКОГО фронта, при содействии войск 2-го УКРАИНСКОГО фронта, 3 декабря штурмом овладели важным узлом коммуникаций и опорным пунктом обороны противника окружным центром Венгрии городом ШАТОРАЛЬЯ-УЙХЕЛЬ…
Войска 2-го УКРАИНСКОГО фронта в результате упорных боёв 3 декабря штурмом овладели крупным узлом коммуникаций и мощным опорным пунктом обороны противника городом МИШКОЛЦ…
Северо-восточнее и южнее города КАПОШВАР наши войска, продолжая наступление, овладели на территории Венгрии городом и железнодорожной станцией ДУНАФЕЛЬДВАР…

## 4 декабря1944 года. 1262-й день войны
Совинформбюро. В Венгрии, северо-восточнее, западнее и южнее города КАПОШВАР, наши войска, продолжая наступление, с боями заняли более 100 населённых пунктов…
На территории Югославии между реками ДУНАЙ и САВА войска Народно-освободительной армии Югославии, действуя совместно с нашими войсками, овладели городом и железнодорожной станцией МИТРОВИЦА…

## 5 декабря1944 года. 1263-й день войны
Президиум Верховного Совета СССР 5 декабря учредил Медаль «За оборону Советского Заполярья».
Будапештская операция. 5 декабря войска 2-го Украинского фронта возобновили наступление на Будапешт и нанесли два охватывающих удара. С северо-востока наступала 7-я гвардейская армия М. С. Шумилова, 6-я гвардейская танковая армия А. Г. Кравченко и конно-механизированная группа И. А. Плиева. С юго-запада — 46-я армия И. Т. Шлемина.
Совинформбюро. В течение 5 декабря на территории ВЕНГРИИ между озером БАЛАТОН (ПЛАТТЕН) и рекой ДРАВА наши войска, продолжая наступление, овладели городом и железнодорожным узлом СИГЕТВАР…
В Югославии между реками ДУНАЙ и САВА войска Народно-освободительной армии Югославии, действуя совместно с нашими войсками, с боями заняли населённые пункты ИЛОК, НОВАК БАРСКА…

## 6 декабря1944 года. 1264-й день войны
Совинформбюро. В течение 6 декабря на территории Венгрии между озером БАЛАТОН и рекой ДУНАЙ наши войска, продолжая наступление, с боями заняли более 50 населённых пунктов… Одновременно наши войска, наступающие между озером БАЛАТОН и рекой ДРАВА, с боями заняли более 40 населённых пунктов…
В Югославии между реками ДУНАЙ и САВА войска Народно-освободительной армии Югославии, действуя совместно с нашими войсками, овладели городом и железнодорожной станцией ШИД…

## 7 декабря1944 года. 1265-й день войны
Совинформбюро. В течение 7 декабря на территории ВЕНГРИИ между озером БАЛАТОН и рекой ДУНАЙ наши войска, продолжая наступление, с боями заняли более 60 населённых пунктов… Одновременно наши войска, наступающие между озером БАЛАТОН и рекой ДРАВА, овладели городом и железнодорожным узлом БАРЧ… Наши войска полностью очистили от противника южное побережье озера БАЛАТОН.

## 8 декабря1944 года. 1266-й день войны
Апатин-Капошварская операция. В ходе операции кораблями Дунайской военной флотилии высажен совместный десант морской пехоты флотилии и югославской пехотной бригады НОАЮ в город Вуковар. Свыше 1 500 десантников заняли город и двое суток героически обороняли его. Однако из-за неудачи наступления сухопутных войск 10 декабря по приказу командования десант был эвакуирован.
Совинформбюро. В течение 8 декабря на территории ВЕНГРИИ между озером БАЛАТОН и рекой ДУНАЙ наши войска, продолжая наступление, с боями заняли более 40 населённых пунктов… Одновременно наши войска, наступающие между озером БАЛАТОН и рекой ДРАВА, заняли более 30 населённых пунктов…

## 9 декабря1944 года. 1267-й день войны
Будапештская операция. 9 декабря войска 2-го Украинского фронта на центральном участке вышли в долину реки Ипель и на Дунай севернее Будапешта, охватив будапештскую группировку с северо-востока. 46-я армия с большими потерями форсировала Дунай, подошла к оборонительной линии Маргариты на участке юго-западнее Эрда, где была остановлена. Неполный успех наступления на Будапешт объяснялся плохой погодой, усталостью войск, недооценкой возможностей противника и недостаточно чётким управлением войсками.
Апатин-Капошварская операция. Войска 3-го Украинского фронта к 9 декабря вышли в район к югу от озера Веленце и к озеру Балатон. Здесь, встретив заранее подготовленную оборону противника, они вынуждены были приостановить наступление.
Совинформбюро. Войска 2-го УКРАИНСКОГО фронта прорвали сильно укреплённую оборону противника северо-восточнее БУДАПЕШТА, расширили прорыв до 120 километров по фронту и, продвинувшись в глубину до 60 километров, вышли к реке ДУНАЙ севернее БУДАПЕШТА.
Одновременно войска фронта южнее БУДАПЕШТА форсировали ДУНАЙ, прорвали оборону противника на западном берегу реки и соединились у озера ВЕЛЕНЦЕ с нашими войсками, наступающими вдоль западного берега ДУНАЯ на север…
Между озёрами ВЕЛЕНЦЕ и БАЛАТОН наши войска, преодолевая сопротивление и контратаки противника, продолжали вести наступательные бои, в ходе которых заняли населённые пункты ГАРДОНЬ, АГАРД, СЕРЕЧЕНЬ…

## 10 декабря1944 года. 1268-й день войны
Москва. 10 декабря в Москве подписан Договор о союзе и взаимной помощи между СССР и Францией.
Апатин-Капошварская операция. Завершилась Апатин-Капошварская операция 3-го Украинского фронта, проходившая с 7 ноября по 10 декабря 1944 года. Численность войск к началу операции — 205370 человек, безвозвратные потери — 6790 (3,3 %), санитарные потери — 25460, всего — 32250, среднесуточные — 948.
Совинформбюро. В течение 10 декабря на территории ВЕНГРИИ северо-восточнее и севернее БУДАПЕШТА наши войска, продолжая наступление, с боями заняли более 40 населённых пунктов…

## 11 декабря1944 года. 1269-й день войны
Совинформбюро. В течение 11 декабря в ВЕНГРИИ севернее и северо-западнее города МИШКОЛЦ наши войска с боями заняли населённые пункты ХАНГАЧ, БОЛ ДВА, ШАЙО-ЕЧЕГ…
Северо-восточнее и севернее БУДАПЕШТА наши войска, продолжая наступление, овладели населёнными пунктами ШУРАНИ, БАРШАНЬ, ЕРХАЛОМ…

## 12 декабря1944 года. 1270-й день войны
Будапештская операция. 12 декабря Ставка ВГК направила в войска директиву о подключении к проведению Будапештской операции 3-го Украинского фронта, включении в его состав 46-й армии из состава 2-го Украинского фронта и о дальнейших совместных действиях фронтов с целью окружения будапештской группировки противника и её разгрома.
Совинформбюро. В течение 12 декабря в ВЕНГРИИ севернее и северо-западнее города МИШКОЛЦ наши войска овладели важным узлом коммуникаций и шахтно-рудным районом — городом ШАЙО-СЕНТ-ПЕТЕР…
Северо-восточнее БУДАПЕШТА наши войска в результате упорных боёв овладели городом и узловой железнодорожной станцией ГЕДЕЛЛЕ…

## 13 декабря1944 года. 1271-й день войны
Совинформбюро. В течение 13 декабря в ВЕНГРИИ севернее и северо-западнее города МИШКОЛЦ наши войска, продолжая наступление, с боями заняли населённые пункты КАЖМАРК, КЕНДИ, ТОМОР…
Северо-восточнее БУДАПЕШТА наши войска овладели населёнными пунктами СУРДОКПЮШЛЕКИ, БЭЛАХАЛОМ, ЧЕЧЕ…

## 14 декабря1944 года. 1272-й день войны
Совинформбюро. В течение 14 декабря на территории ВЕНГРИИ северо-восточнее и севернее города МИШКОЛЦ наши войска, продолжая наступление, овладели городом и узловой железнодорожной станцией СЕРЕНЧ…

## 15 декабря1944 года. 1273-й день войны
Ондавская операция. Завершилась Ондавская наступательная операция войск 4-го Украинского фронта, проходившая с 20 ноября по 15 декабря 1944 года. Численность войск к началу операции — 131750 человек, безвозвратные потери — 4096 (3,1 %), санитарные потери — 16472, всего — 20568, среднесуточные — 791.
Совинформбюро. В течение 15 декабря на территории Венгрии севернее и северо-восточнее города МИШКОЛЦ наши войска овладели городом и железнодорожной станцией СЕНДРЬО…
Севернее БУДАПЕШТА наши войска овладели на территории Чехословакии городом ШАХЫ.

## 16 декабря1944 года. 1274-й день войны
Арденнская операция (1945). 16 декабря немецкие войска начали на Западном фронте Арденнскую операцию.
Совинформбюро. в течение 16 декабря на территории ВЕНГРИИ, севернее и северо-восточнее города МИШКОЛЦ, наши войска овладели городом и железнодорожной станцией ШАРОШ-ПАТАК…

## 17 декабря1944 года. 1275-й день войны
Совинформбюро. В течение 17 декабря на территории Венгрии северо-восточнее и северо-западнее города МИШКОЛЦ наши войска, продолжая наступление, овладели городом и железнодорожной станцией ПУТНОМ…
Северо-восточнее БУДАПЕШТА наши войска овладели городом и железнодорожной станцией ПАСТО…

## 18 декабря1944 года. 1276-й день войны
Будапештская операция. 18 декабря войска 2-го Украинского фронта достигли довоенной венгеро-чехословацкой границы, а южнее города Рожнявы пересекли её; войска центра вышли на рубеж восточнее города Озд — южные склоны гор Матра и на южный берег реки Ипель до Балашша-дьярмата. На левом крыле фронта 6-я гвардейская танковая армия захватила плацдарм на реке Ипель в районе Шаги. 7-я гвардейская армия с 7-м румынским армейским корпусом занимала фронт перед внешним обводом Будапешта, левее — до Дуная — располагался 18-й отдельный гвардейский стрелковый корпус. В полосе 3-го Украинского фронта после его перехода 9 декабря к обороне линия фронта не изменилась.
Совинформбюро. В течение 18 декабря на территории ВЕНГРИИ северо-восточнее города МИШКОЛЦ наши войска в результате наступления очистили от противника горно-лесистый район к западу от города ШАТОРАЛЬЯ-УЙХЕЛЬ и вышли на реку ГЕРНАД… Одновременно севернее и северо-западнее города МИШКОЛЦ наши войска с боями заняли более 30 населённых пунктов. Наши войска вышли с юга к границе Венгрии с Чехословакией на фронте протяжением 110 километров и, перейдя границу, заняли на территории Чехословакии населённые пункты БУЗИТА, РЕШТЕ, ЯНОК…

## 19 декабря1944 года. 1277-й день войны
Совинформбюро. В течение 19 декабря на территории Чехословакии восточнее и юго-восточнее города КОШИЦЕ наши войска, преодолевая сопротивление и инженерные заграждения противника в горно-лесистой местности, овладели населёнными пунктами ДАВИДОВ, ЦАБОВ, БАЧКОВ… Одновременно южнее и юго-западнее города КОШИЦЕ наши войска с боями заняли на территории Чехословакии населённые пункты СЕНЬЯ, ПЕРИНА, ВИШНИЙ ЛАНЦ…
Северо-западнее венгерского города МИШКОЛЦ наши войска овладели на территории Чехословакии населёнными пунктами КРАЛИК, МЕХИ, ФИГА…

## 20 декабря1944 года. 1278-й день войны
Будапештская операция. Утром 20 декабря войска 2-го Украинского фронта перешли в наступление. 6-я гвардейская танковая армия, прорвав оборону противника, начала стремительно продвигаться в северо-западном направлении. К исходу дня она продвинулась на 32 километра, овладела важным узлом дорог Левице и подошла к реке Грону в районе Кальницы. 7-я гвардейская армия в первый день наступления обошла с севера и юга горы Бёржёнь, расположенные к югу от Шаги, и, продвинувшись на 15 километров, вышла в долину реки Ипель.
Войска 3-го Украинского фронта перешли в наступление южнее Будапешта и к концу первого дня продвинулись на 5—7 километров. Противник предпринял ряд контратак.
Совинформбюро. В течение 20 декабря северо-западнее венгерского города МИШКОЛЦ наши войска, продолжая наступление, с боями заняли на территории Чехословакии населённые пункты СТАРНА, ТОРНАЛЯ, БЕГИНЦЕ…

## 21 декабря1944 года. 1279-й день войны
Будапештская операция. 21 декабря части трёх танковых дивизий противника при поддержке пехоты нанесли контрудары: основной — из района Сакалоша в общем направлении на Шаги и вспомогательный — из района Немце на юг и прорвали фронт правофланговых соединений 7-й гвардейской армии М. С. Шумилова.
Командующий 2-м Украинским фронтом Р. Я. Малиновский приказал командующему 6-й гвардейской танковой армией нанести удар на юг вдоль восточного берега реки Грона и во взаимодействии с 7-й гвардейской армией окружить и уничтожить группировку врага в междуречье Ипель — Грон.
Командующий 3-м Украинским фронтом Ф. И. Толбухин для завершения прорыва тактической зоны обороны врага южнее Будапешта приказал ввести в сражение в полосе 46-й армии армейские подвижные группы — 2-й гвардейский и 7-й механизированные корпуса.
Совинформбюро. В течение 21 декабря на территории ЧЕХОСЛОВАКИИ, восточнее города ЛУЧЕНЕЦ, наши войска в результате наступательных боёв овладели городом и железнодорожным узлом РИМАВСКА СОБОТА, городом и узловой железнодорожной станцией ФЕЛЕДИНЦЕ (ФЕЛЕД)…
В ВЕНГРИИ, севернее и северо-восточнее города ДЬЕНДЬЕШ, наши войска с упорными боями преодолели горно-лесистый район, заняв при этом более 50 населённых пунктов…

## 22 декабря1944 года. 1280-й день войны
Будапештская операция. К исходу 22 декабря противник вышел в район Томпы, откуда начала наступление 6-я гвардейская танковая армия. В это время повернувшая на юг часть сил 6-й гвардейской танковой армии 2-го Украинского фронта вышла в тыл ударной группировки противника. Бои в междуречье Ипель — Грон приняли острый характер.
Войска 3-го Украинского фронта вели ожесточённые бои в тактической зоне обороны противника. 22 декабря в сражение в полосе 46-й армии введён 18-й танковый корпус.
Совинформбюро. В течение 22 декабря на территории Чехословакии восточнее города ЛУЧЕНЕЦ наши войска с боями заняли населённые пункты ВИШНЯ КАЛОША, СОБОТКА…
В ВЕНГРИИ северо-восточнее и севернее города ДЬЕНДЬЕШ наши войска овладели городом и узловой железнодорожной станцией КИШТЕРЕННЕ…

## 23 декабря1944 года. 1281-й день войны
Будапештская операция. 23 декабря войска 3-го Украинского фронта завершили прорыв тактической обороны противника, продвинувшись вперёд до 30 километров и расширив фронт прорыва до 100 километров. В тот же день советские войска заняли город Секешфехервар.
Совинформбюро. В течение 23 декабря на территории ВЕНГРИИ севернее города ДЬЕНДЬЕШ наши войска, продолжая наступление в трудных условиях горно-лесистой местности, овладели населёнными пунктами КРИШШИКАТОР, САЛАЙКА, ИШТЕНМЕЗЕИЕ…
Севернее БУДАПЕШТА наши войска с упорными боями преодолели горно-лесистый район между чехословацким городом ШАХЫ и ДУНАЕМ и вышли на реку ИПЕЛЬ, заняв при этом населённые пункты БЕРНЕЦЕ, НАДЬБЕРЖЕНЬ, НОШПАЛЛАГ… В районе западнее ШАХЫ наши войска успешно отбивали контратаки крупных танковых соединений противника и нанесли ему тяжёлый урон в живой силе и технике.
Юго-западнее БУДАПЕШТА в районе города СЕКЕШФЕХЕРВАР наши войска, перейдя в наступление, завязали серьёзные бои с крупными пехотными и танковыми соединениями противника.

## 24 декабря1944 года. 1282-й день войны
Будапештская операция. К 24 декабря 6-я гвардейская танковая армия 2-го Украинского фронта вышла в тыл наносившей контрудар группировки противника.
Войска 3-го Украинского фронта прорвали оборону противника между Дунаем и озером Веленце. 24 декабря 18-й танковый корпус овладел крупным узлом дорог — городом Бичке.
Совинформбюро. В течение 24 декабря в Венгрии севернее города ДЬЕНДЬЕШ наши войска овладели населёнными пунктами СИЛАКСО, ДОМАХАЗА, СЕДЕРКЕНЬ…
На территории Чехословакии севернее и северо-западнее города ШАХЫ наши войска овладели городом и узловой железнодорожной станцией ЛЕВИЦЕ… Одновременно западнее ШАХЫ наши войска успешно отбивали контратаки крупных танковых соединений противника и нанесли ему большой урон в живой силе и технике.
Войска 3-го УКРАИНСКОГО фронта, прорвав сильно укреплённую оборону противника юго-западнее БУДАПЕШТА, за три дня наступления продвинулись вперёд до 40 километров. В ходе наступления войска фронта штурмом овладели городами СЕКЕШФЕХЕРВАР и БИЧКЕ — крупными узлами коммуникаций и важными опорными пунктами обороны противника, отрезав тем самым основные пути отхода на запад Будапештской группировке немецко-венгерских войск…

## 25 декабря1944 года. 1283-й день войны
Совинформбюро. В течение 25 декабря на территории ЧЕХОСЛОВАКИИ северо-западнее и западнее города ШАХЫ наши войска с боями заняли населённые пункты МЕРОВЦЕ, ГОКОВЦЕ, СУДОВЦЕ…
В ВЕНГРИИ юго-западнее и западнее БУДАПЕШТА наши войска, развивая успешное наступление, с боями заняли более 40 населённых пунктов, в там числе ЭРД, НАДЬТЕТЕНЬ, ДИОШД… и железнодорожные станции ЭРД, ТИННИЕ, ЛЕАНИВАР, МОХА. Таким образом, наши войска перерезали все железнодорожные магистрали, идущие из БУДАПЕШТА на запад.

## 26 декабря1944 года. 1284-й день войны
Будапештская операция. 26 декабря 6-я гвардейская танковая армия и 7-я гвардейская армия 2-го Украинского фронта, продвигаясь на юг, подошли к Дунаю севернее Эстергома и соединились с войсками 3-го Украинского фронта, вышедшими в этот день в район Эстергома с юга.
46-я армия 3-го Украинского фронта образовала внутренний фронт окружения будапештской группировки противника, 4-я гвардейская армия и 5-й гвардейский кавалерийский корпус 26 декабря вышли на рубеж Тарян — восточнее Замоя — юго-западнее Секешфехервара и создали на удалении 30—45 километров внешний фронт окружения.
Совинформбюро. В течение 26 декабря на территории ВЕНГРИИ, севернее города ДЬЕНДЬЕШ, наши войска овладели городом и железнодорожной станцией ШАЛГО-ТАРЬЯН…
В ЧЕХОСЛОВАКИИ северо-западнее и западнее города ШАХЫ наши войска с боями заняли несколько населённых пунктов и среди них ШАЛМОШ, ЧАЙКОВ, РЫБНИК…
Войска 3-го УКРАИНСКОГО фронта, развивая наступление в обход БУДАПЕШТА с запада, вышли к реке ДУНАЙ, овладев при этом городом и железнодорожной станцией ЕСТЕРГОМ, населёнными пунктами и железнодорожными станциями ДОРОГ и ТАТ и тем самым завершили окружение Будапештской группировки противника. Войска фронта с боями заняли западные пригороды БУДАПЕШТА — БУДАФОК, БУДАЕРШ, ЗУГЛИГЭТ…

## 27 декабря1944 года. 1285-й день войны
Будапештская операция. К 27 декабря группировка противника, прорвавшаяся в район Томпы, а также все остальные силы противника, действовавшие в междуречье Ипель — Грон, были окружены.
27 декабря Ставка ВГК из состава войск 2-го Украинского фронта создала Будапештскую группу под командованием И. М. Афонина, которая вела бои за город.
Совинформбюро. В течение 27 декабря на территории ЧЕХОСЛОВАКИИ восточнее города ШАХЫ наши войска с боями заняли населённые пункты КОЛАРИ, ВЕЛИКАЯ НАЛОМИЛ, НОСИГИ… Одновременно юго-западнее ШАХЫ наши войска вели успешные бои по очищению от противника района между реками ИПЕЛЬ и ГРОН…
В районе БУДАПЕШТА наши войска вели бои по уничтожению окружённой группировки противника… Одновременно наши войска, форсировав восточный рукав ДУНАЯ севернее БУДАПЕШТА, овладели островом с населёнными пунктами ТОТФАЛУ, ПОЧМЕДЬЕР, СИГЕТМО-НОШТОР и вошли в связь с частями, занявшими СЕНТЕНДРЕ на западном берегу ДУНАЯ. Таким образом, в ходе наступательных боёв наши войска расчленили окружённую группировку противника на две части, одну из которых загнали в горно-лесистый район в излучине ДУНАЯ севернее БУДАПЕШТА и другую зажали в тиски в городе БУДАПЕШТЕ…
Севернее города СЕКЕШФЕХЕРВАР наши войска с упорными боями очищали от противника горно-лесистый район, заняв при этом город и железнодорожную станцию ФЕЛЬШЕ ГАЛЛА…

## 28 декабря1944 года. 1286-й день войны
Совинформбюро. В течение 28 декабря на территории ВЕНГРИИ северо-западнее ДЬЕНДЬЕШ, наши войска, сломив сопротивление противника, овладели городом и железнодорожной станцией СЕЧЕНЬ…
В ЧЕХОСЛОВАКИИ, северо-восточнее города ШАХЫ, наши войска, действуя в трудных условиях горно-лесистой местности, заняли населённые пункты ТРЕБУШОВЦЕ, ИНАМ, ДУРКОВЦЕ… Одновременно юго-западнее ШАХЫ наши войска в результате упорных боёв очистили от противника район между реками ИПЕЛЬ и ГРОН… Таким образом, наши войска вышли на восточный берег реки ГРОН от города ЛЕВИЦЕ до ДУНАЯ…
В районе БУДАПЕШТА наши войска, продолжая бои по уничтожению окружённой группировки противника… Одновременно наши войска вели бои по уничтожению окружённых частей противника в горно-лесистом районе в излучине ДУНАЯ севернее БУДАПЕШТА…
Севернее города СЕКЕШФЕХЕРВАР наши войска очистили от противника горно-лесистый район ВЭРТЭШХЕДЬШЭГ… К юго-западу от города СЕКЕШФЕХЕРВАР наши войска заняли город и железнодорожную станцию ПОЛГАРДЬ…

## 29 декабря1944 года. 1287-й день войны
Будапештская операция. 29 декабря командующие войсками 2-го и 3-го Украинских фронтов Р. Я. Малиновский и Ф. И. Толбухин предъявили командованию окружённой группировки противника ультиматум. Немецкое командование отклонило ультиматум.
Парламентёр 2-го Украинского фронта капитан Миклош Штейнмец был встречен огнём и убит. Парламентёру 3-го Украинского фронта капитану И. А. Остапенко  немцы сообщили об отказе капитулировать, а когда он возвращался, выстрелили в спину .
Совинформбюро. В течение 29 декабря на территории ЧЕХОСЛОВАКИИ юго-восточнее города ЛУЧЕНЕЦ наши войска с боями продвигались вперёд и заняли населённые пункты ШИД, ЧОМА, БЬЕНА…
Северо-восточнее чехословацкого города ШАХЫ наши войска, в результате наступательных боёв, овладели населёнными пунктами МАЛАЯ ЧАЛОМИЯ, ХРАСТИНЦЕ…
Одновременно юго-западнее ШАХЫ наши войска, форсировав реку ГРОН, захватили плацдарм на западном берегу реки с населёнными пунктами НАНА, ПАРКАНЬ…
В районе БУДАПЕШТА наши войска, продолжая бои по уничтожению окружённой группировки противника, ворвались в западную часть города, где заняли несколько кварталов. Одновременно наши войска вели успешные бои по уничтожению окружённых частей противника в горно-лесистом районе в излучине ДУНАЯ севернее БУДАПЕШТА…

## 30 декабря1944 года. 1288-й день войны
Совинформбюро. В течение 30 декабря юго-восточнее и южнее города ЛУЧЕНЕЦ наши войска овладели на территории Чехословакии населёнными пунктами ШАВОЛЬ, ФИЛЯКОВО, БИСКУПИЦЕ… Одновременно юго-западнее города ЛУЧЕНЕЦ наши войска заняли на территории Чехословакии населённые пункты 3АГОРА, ЖЕЛОВЦЕ, БЕЛУЙЯ…
В районе БУДАПЕШТА наши войска вели упорные бои по уничтожению окружённой группировки противника, в ходе которых овладели несколькими кварталами в западной и восточной части города. Одновременно наши войска завершали ликвидацию окружённых частей противника в излучине ДУНАЯ северо-западнее БУДАПЕШТА…
ПРОВОКАЦИОННОЕ И ЗЛОДЕЙСКОЕ УБИЙСТВО НЕМЦАМИ СОВЕТСКИХ ПАРЛАМЕНТЕРОВ В РАЙОНЕ БУДАПЕШТА…
Советское командование… 29 декабря 1944 года направило командованию и всему офицерскому составу окружённых в районе Будапешта войск противника парламентёров со следующим ультиматумом:

«…Во избежание ненужного кровопролития, а также в целях сохранения Будапешта, его исторических ценностей, памятников культуры и искусства и населения от гибели, предлагаем Вам принять следующие условия капитуляции:
1. Все окружённые немецкие и венгерские войска во главе с Вами и Вашими штабами немедленно прекращают боевые действия.
2. Вы передаёте нам весь личный состав, оружие, всё боевое снаряжение, транспортные средства и технику неповреждённой.
3. Гарантируем всем генералам, офицерам и солдатам, прекратившим сопротивление, жизнь и безопасность. Немцам после войны — возвращение в Германию или любую другую страну по личному желанию военнопленных, а сдавшимся Красной Армии венграм, после регистрации и допроса, роспуск по домам.
4. Всему личному составу сдавшихся частей будут сохранены: военная форма, знаки различия, ордена, личная собственность и ценности, а старшему офицерскому составу, кроме того, будет сохранено и холодное оружие.
5. Всем раненым и больным будет оказана медицинская помощь.

6. Всем сдавшимся генералам, офицерам, унтер-офицерам и солдатам будет обеспечено немедленное питание…»
…29-го декабря в 11 часов по московскому времени с участка, расположенного на левом берегу Дуная, советский офицер-парламентёр на легковой машине, с большим белым флагом, направился к расположению противника. Когда парламентёр приблизился к вражеским передовым позициям на юго-восточной окраине КИШПЕШТА (пригород БУДАПЕШТА), несмотря на ясно видимый белый флаг и намерения советского офицера, он был обстрелян немцами сильным ружейно-пулемётным и артиллерийским огнём и убит.
В это же время второй советский офицер-парламентёр, с переводчиком направленный с участка, расположенного на правом берегу Дуная, с большим белым флагом пересёк линию фронта в районе стыка дорог, в четырёх километрах восточнее населённого пункта Будаерш. Отсюда парламентёр был доставлен в штаб немецких войск, где немецкое командование заявило об отказе принять ультиматум и вести какие бы то ни было переговоры. При возвращении парламентёра обратно немцы вслед ему открыли огонь и выстрелом в спину парламентёр был убит, а сопровождавший его переводчик только благодаря счастливой случайности остался жив…
С помощью подлой провокации и вероломных убийств гитлеровцы хотят продлить своё существование. Однако, отклонив ультиматум советского командования и совершив чудовищное убийство советских парламентёров, фашистские изверги не надолго сохранят свою шкуру. Красная Армия разгромит и раздавит врага, какое бы сопротивление он ни оказывал…

## 31 декабря1944 года. 1289-й день войны
Будапештская операция. С 26 по 31 декабря Будапештская группа войск 2-го Украинского фронта (30-й стрелковый корпус 7-й гвардейской армии, 7-й румынский армейский корпус, 18-й отдельный гвардейский стрелковый корпус) с тяжёлыми боями продвинулась на 4—12 километров, подошла к городу, но овладеть восточной частью Будапешта не смогла.
Войска 3-го Украинского фронта выполнили свою задачу по окружению будапештской группировки и созданию на заданном рубеже внешнего фронта окружения, но занять западную часть венгерской столицы, где противник оказал сильное сопротивление, им не удалось.
К исходу 31 декабря внешний фронт окружения проходил по линии Несмей — западнее Замоя — озеро Балатон. На участке озеро Балатон — река Драва фронт оставался неизменным.
Совинформбюро. В течение 31 декабря юго-восточнее и южнее города ЛУЧЕНЕЦ наши войска овладели на территории Чехословакии населёнными пунктами БОЗИТА, КУРТАНИ, СУГА… Одновременно юго-западнее города ЛУЧЕНЕЦ наши войска овладели на территории Чехословакии населёнными пунктами ЧЕЛАРИ, ГЛАБОШОВЦЕ, ЗОМБОР… Таким образом, наши войска полностью очистили от противника венгерскую территорию от устья реки ИПЕЛЬ до пограничного города ШАТОРАЛЬЯ-УЙХЕЛЬ…
В районе БУДАПЕШТА наши войска вели бои по уничтожению окружённой группировки противника, в ходе которых заняли более 300 кварталов в западной части города. Одновременно наши войска закончили ликвидацию окружённых частей противника в горно-лесистом районе северо-западнее БУДАПЕШТА…

## Перечень карт
1. Общий ход военных действий в третьем периоде войны. Декабрь 1943 г. — май 1945 г. (2,92 МБ)
2. Общий ход военных действий в летне-осенней кампании 1944 года (1,4 МБ)
3. Будапештская операция (107КБ)

## Список литературы
1. ↑  Сводки, сообщения Совинформбюро и Приказы Верховного Главнокомандующего Вооруженными Силами СССР. 1941—1945 гг. Дата обращения: 12 декабря 2009. Архивировано 12 августа 2010 года.
2. ↑  История Великой Отечественной войны Советского Союза 1941—1945. Том четвёртый. Воениздат. МО СССР М.—1961 Архивная копия от 17 мая 2012 на Wayback Machine (стр. 442)
3. ↑  История Великой Отечественной войны Советского Союза 1941—1945. Том четвёртый. Воениздат. МО СССР М.—1961 Архивная копия от 17 мая 2012 на Wayback Machine (стр. 391)
4. 1 2  Россия и СССР в войнах XX века. Потери вооруженных сил: Статистическое исследование. / Под общ. ред. Г. Ф. Кривошеева. М.: Олма-Пресс, 2001. Дата обращения: 12 декабря 2009. Архивировано из оригинала 5 мая 2008 года.
5. ↑  История Великой Отечественной войны Советского Союза 1941—1945. Том четвёртый. Воениздат. МО СССР М.—1961 Архивная копия от 17 мая 2012 на Wayback Machine (стр. 403)